# Hólyagos anemóna
A hólyagos anemóna (Entacmaea quadricolor) a virágállatok (Anthozoa) osztályának tengerirózsák (Actiniaria) rendjébe, ezen belül az aktíniák (Actiniidae) családjába tartozó faj.

## Előfordulása
A hólyagos anemóna előfordulási területe a Vörös-tenger, valamint az Indiai-óceán és a Csendes-óceán nyugati fele.

## Életmódja
Tengeri állatfaj, mely a tengerfenékre tapadva éli le az életét. Az aktíniák többsége nem él szimbiózisban halfajokkal, azonban a hólyagos anemóna kivételt képez ez alól. A Critomolgus caelatus, Critomolgus hispidulus, Critomolgus penicillatus és Verutipes laticeps nevű evezőlábú rákok élősködnek ezen az aktínián.

## Képek

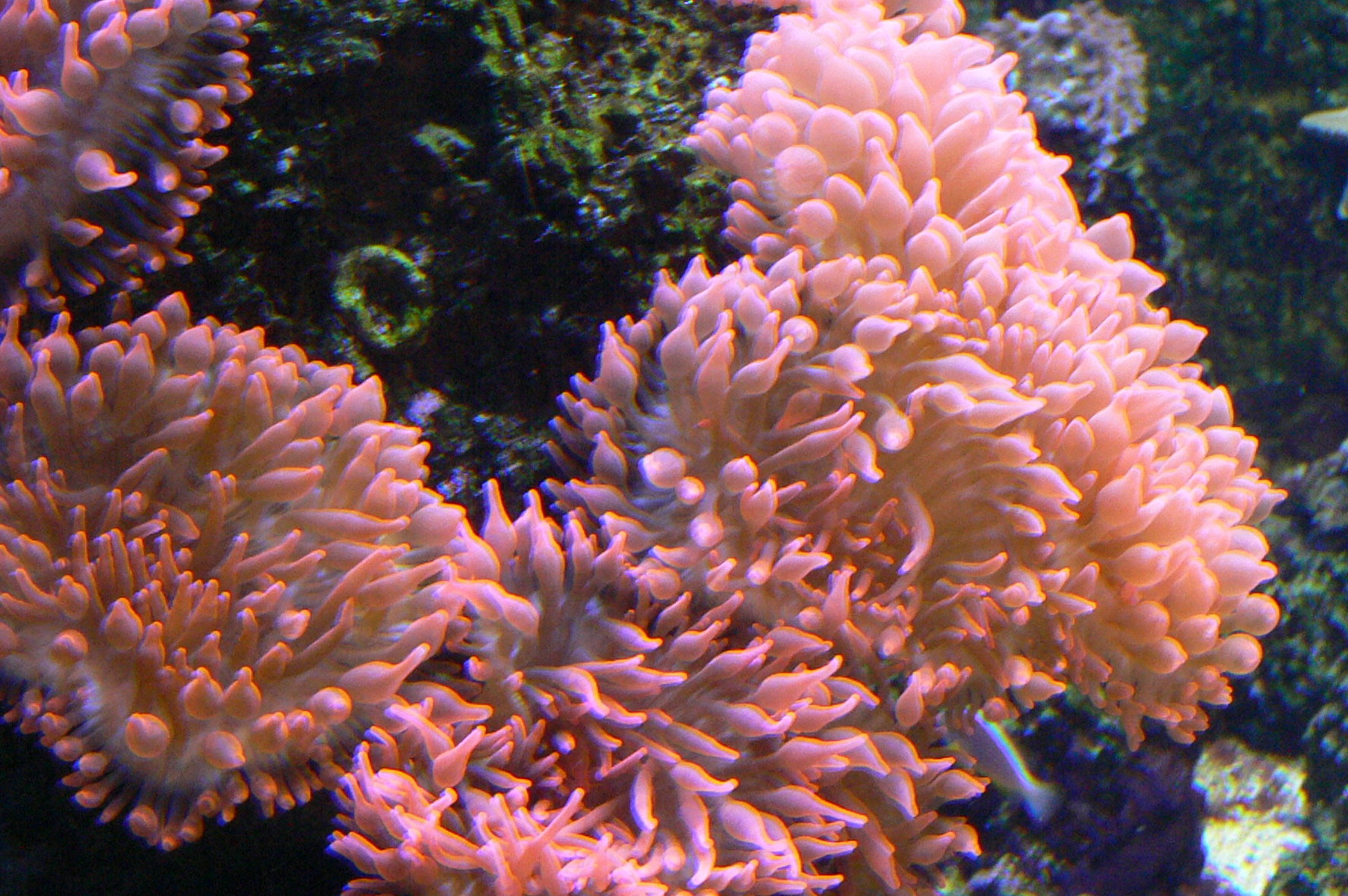
Telepe
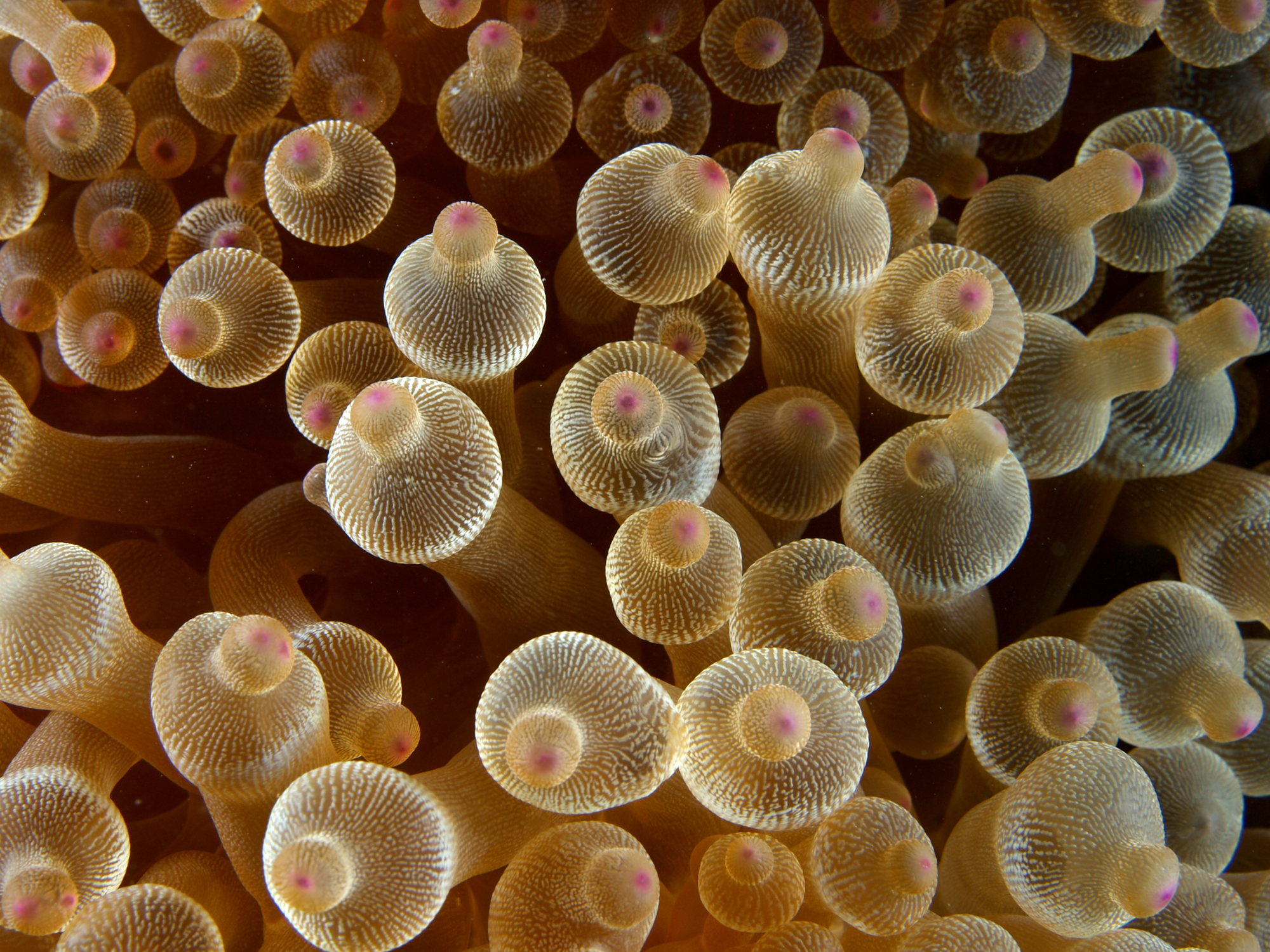
A hólyagos tapogatóiról kapta a nevét
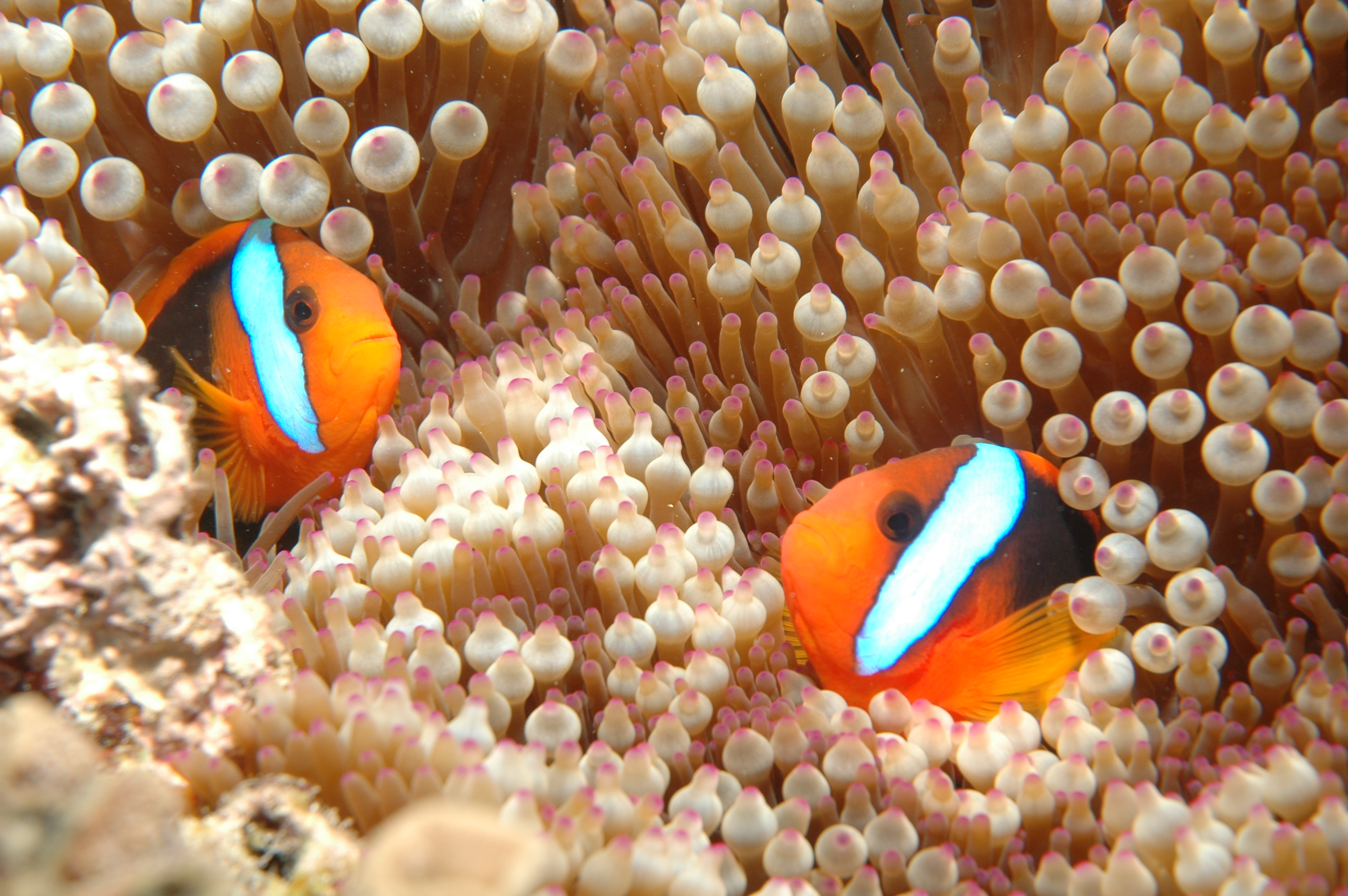
Különböző bohóchalak
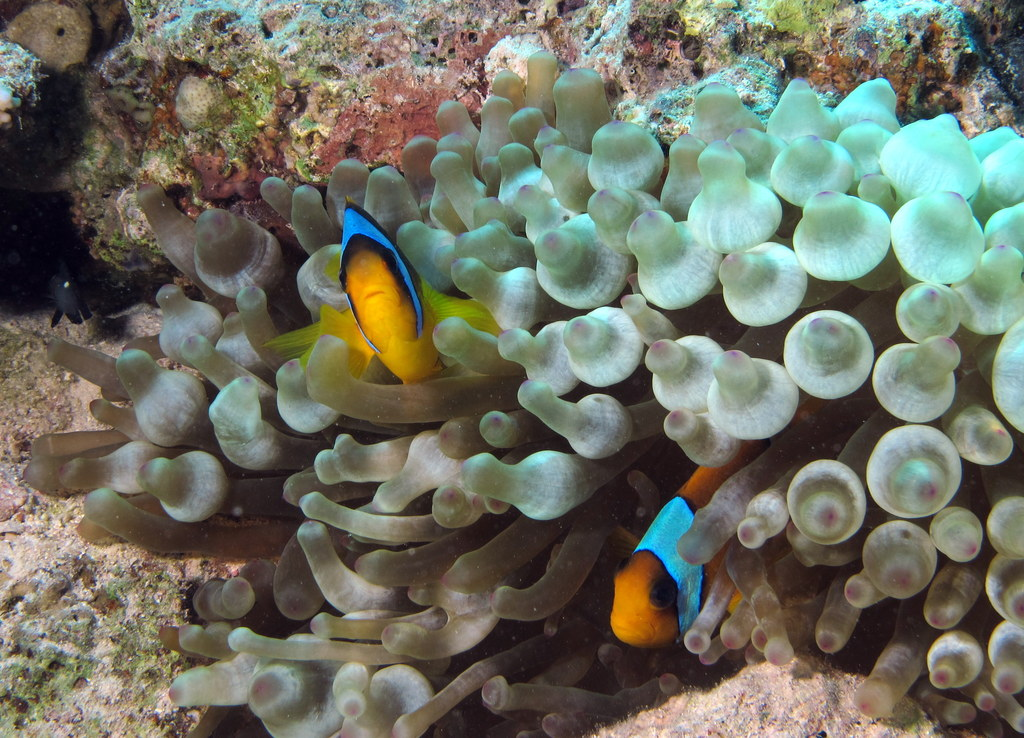
társaságában